# Время на Шпицбергене
Шпицберген, архипелаг в Северном Ледовитом океане, принадлежащий Королевству Норвегия, использует центральноевропейское время (CET) зимой в качестве стандартного времени, которое на один час опережает всемирное координированное время (UTC+01:00), и центральноевропейское летнее время (CEST) летом в качестве летнего времени, которое на два часа опережает всемирное координированное время (UTC+02:00). Это относится и к остальной части Норвегии, как и переход на летнее время на Шпицбергене, которое территория соблюдает ежегодно, переводя стрелки часов вперёд в последнее воскресенье марта и обратно в последнее воскресенье октября. Однако, поскольку летом на Шпицбергене светит полуночное солнце из-за того, что он расположен к северу от Полярного круга, переход на летнее время не приносит никакой пользы, и соблюдается только для того, чтобы сделать сообщение с Норвегией более удобным. На 74-й параллели северной широты продолжительность полуночного солнца составляет 99 дней, а полярной ночи — 84 дня, а на 81-й параллели северной широты — 141 и 128 дней.

## История
Договор о Шпицбергене от 9 февраля 1920 года признает полный и абсолютный суверенитет Норвегии над арктическим архипелагом Шпицберген (бывший Шпицберген) и подчиняется законам Норвегии с 14 августа 1925 года.  Штеффен Торсен (Steffen Thorsen) из базы данных tz, поддерживаемой ICANN, выдвинул гипотезу о том, что Шпицберген, возможно, следует по стандартному времени Норвегии с 1925 года, а до этого использовал местное среднее время где-то между 1895 годом (когда Шпицберген был впервые заселён, в том же году, когда Норвегия ввела стандартное время) и 1925 годом.  Соответственно, Шпицберген соблюдает CET с 1925 года и подчиняется законам Норвегии о переходе на летнее время.

## Летнее время
На Шпицбергене переход на летнее время ежегодно переводится на один час вперёд с центральноевропейского времени UTC+01:00 на центральноевропейское летнее время UTC+02:00. Переход на летнее время начинается в последнее воскресенье марта и заканчивается в последнее воскресенье октября.  Это соответствует остальной части Королевства Норвегия, и наблюдается в нынешнем выравнивании с 1996 года.  Шпицберген впервые наблюдал за переходом на летнее время, переводя часы на один час вперёд в несогласованное время между 1943 и 1945 годами, а также с 1959 по 1965 год. Переход на летнее время был введён в последний раз в 1980 году, а с 1996 года Норвегия следует примеру Европейского Союза в отношении дат перехода.  Поскольку летом на Шпицбергене светит полуночное солнце, переход на летнее время не приносит никакой пользы и соблюдается только для того, чтобы сделать сообщение с Норвегией более удобным.

## География и солнечное время
Большая часть Шпицбергена находится в пределах географического смещения UTC+01:00 включая единственный постоянно населённый остров Шпицберген. Места, расположенные к западу от 22,5° восточной долготы, включая западную половину Нордаустландета, находятся в географическом смещении UTC+02:00 Поскольку Шпицберген расположен к северу от Северного полярного круга, он испытывает полуночное солнце летом и полярную ночь зимой. На 74° параллели северной широты полуночный солнце длится 99 дней, а полярная ночь — 84 дня, в то время как на 81° параллели северной широты соответствующие показатели составляют 141 и 128 дней.  В Лонгйире полуночное солнце длится с 20 апреля по 23 августа, а полярная ночь длится с 26 октября по 15 февраля.  Разница в долготе между западной (10°29'31 в.д.; Национальный парк Форланде, Prins Karls Forland) и самый восточный (33°30'59 E; Kræmerpynten, Kvitøya) точек Шпицбергена приводит к разнице примерно в 1 час 32 минуты солнечного времени.

## Внешние ссылки
- Current time in Svalbard at time.is
- Time in Svalbard at TimeAndDate.com